# Bobby Womack
Bobby Womack, właśc. Robert Dwayne Womack (ur. 4 marca 1944 w Cleveland, zm. 27 czerwca 2014) – amerykański piosenkarz rhythmandbluseowy.

## Kariera
Debiutował pod koniec lat 50. XX w. w zespole The Valentinos, występując równocześnie w roli gitarzysty na trasach koncertowych Sama Cooke'a. Współpracował też z Wilsonem Pickettem, dla którego napisał 17 utworów. Śpiewał w duecie z Patti LaBelle. Był autorem pierwszego wielkiego przeboju The Rolling Stones – "It's All Over Now".
Najpopularniejsze piosenki: "It's Gonna Rain", "How I Miss You Baby", "More Than I Can Stand", "That's the Way I Feel about Cha", "Woman's Gotta Have It", "If You Think You're Lonely Now", "Harry Hippie".
Został zaproszony do piosenki "Stylo" zespołu Gorillaz, do której użyczył wokalu, oraz w piosence "Cloud of Unknowing", którą wykonywał wraz z Sinfonia Viva. Jego głos mogliśmy także usłyszeć w utworze "Bobby in Phoenix" z albumu The Fall wydanego pod koniec 2010 roku.
W roku 2009 został członkiem Rock and Roll Hall of Fame.
Zmarł 27 czerwca 2014 roku w wieku 70 lat.